# Luiz Carlos Cruz
Luiz Carlos Figueiredo Cruz (Lages, 9 de maio de 1965) é um treinador de futebol brasileiro. Formado em Educação Física, começou no futebol trabalhando nas categorias de base dos times da capital catarinense, Florianópolis. Atualmente está no comando do Dourados
Em 1992, chegou a comandar uma equipe principal da capital, mas cedeu o lugar para o experiente Sérgio Lopes. Quis investir na carreira de treinador e aceitou dirigir o Santa Cecília (SC) e o Inter de Lages, ambos em 1993.
Em Santa Catarina, dirigiu ainda o Figueirense, o Joinville e a Chapecoense e costumava ser auxiliar técnico de Lula Pereira, até alçar carreira solo.
Após passagem pelo exterior, onde comandou a equipe do Dibba Al-Fujairah, dos Emirados Árabes Unidos, foi contratado pelo CSE e, na seqüência, pelo River Plate-SE.

## Títulos

### Como treinador
Confiança
- Campeonato Sergipano: 2009

Fortaleza
- Campeonato Cearense: 2003

Sergipe
- Campeonato Sergipano: 1999